# السجع بني وكيل (عين لحجر)
السجع بني وكيل هي إحدى مشيخات المملكة المغربية، تتبع جغرافيا لإقليم تاوريرت وإداريًا لعين لحجر. يقدر عدد سكانها بـ 3166 نسمة حسب الإحصاء الرسمي للسكان والسكنى لسنة 2004.